# Turritellidae
Turritellidae zijn een familie van weekdieren uit de klasse van de Gastropoda (slakken).

## Taxonomie
De volgende taxa zijn bij de familie ingedeeld:
- Niet in een onderfamilie ingedeeld:
  - Geslacht Armatus Golikov, 1986
  - Geslacht  † Colposigma Finlay & Marwick, 1937
  - Geslacht Mesalia Gray, 1847
  - Geslacht Neohaustator Ida, 1952
  - Geslacht  † Tropicolpus Marwick, 1931
- Onderfamilie Turritellinae Lovén, 1847 [= Zeacolpini Marwick, 1971; = Tachyrhynchinae Golikov, 1986]
  - Geslacht Archimediella Sacco, 1895
  - Geslacht Banzarecolpus Powell, 1957
  - Geslacht Colpospira Donald, 1900
    - = Ctenocolpus Iredale, 1925
    - = Platycolpus Donald, 1900

  - Geslacht Gazameda Iredale, 1924
  - Geslacht Maoricolpus Finlay, 1926
  - Geslacht  † Oligodia Handmann, 1882
    - =  † Eichwaldiella Friedberg, 1933
    - =  † Torculoidella Sacco, 1896

  - Geslacht Spirocolpus Finlay, 1926
  - Geslacht Stiracolpus Finlay, 1926
  - Geslacht Tachyrhynchus Mörch, 1868
  - Geslacht Turritella Lamarck, 1799
    - = Colpospirella Powell, 1951
    - = Haustator Montfort, 1810
    - = Proto Blainville, 1824
    - = Torcula Gray, 1847
    - = Zaria Gray, 1847

  - Geslacht Zeacolpus Finlay, 1926
- Onderfamilie  † Omalaxinae Cossmann, 1916
  - Geslacht  † Omalaxis Deshayes, 1830
- Onderfamilie Orectospirinae Habe, 1955
  - Geslacht Orectospira Dall, 1925
- Onderfamilie Pareorinae Finlay & Marwick, 1937
  - Geslacht  † Batillona Finlay, 1927
  - Geslacht Pareora Marwick, 1931
- Onderfamilie Protominae Marwick, 1957
  - Geslacht Protoma Baird, 1870
    - = Protomella Thiele, 1929
    - = Protoma (Protomella) Thiele, 1929
- Onderfamilie Vermiculariinae Dall, 1913 [= Pseudomesaliidae Mahmoud, 1955]
  - Geslacht Callostracum E. A. Smith, 1909
    - = Smithia Maltzan, 1883

  - Geslacht Vermicularia Lamarck, 1799
    - = Vermiculus Mörch, 1859
    - = Vermiculus Lister, 1688